# Grijs water
Grijs water is een verzamelnaam voor licht verontreinigd afvalwater dat afkomstig is van huishoudelijke handelingen. De naam "grijs water" slaat op de kleur die dit water krijgt na verloop van tijd door de zeepresten die dit water bevat. Ook wordt de term grijs water gebruikt als overkoepelende term voor allerlei systemen om afvalwater te hergebruiken. Onder grijs water valt afvalwater dat afkomstig is uit bijvoorbeeld douche, wasmachine en keuken. Water afkomstig van een toilet (zwart water) of hemelwater (regenwater en smeltwater van sneeuw en hagel) behoren niet tot grijs water.
Grijs water kan na behandeling gebruikt worden voor toiletspoeling, wasmachine en tuinbevloeiing.

## Grijswatersystemen
Grijswatersystemen zijn technische systemen om afvalwater te hergebruiken. Grijs water is afvalwater dat niet afkomstig is van het toilet (dat is zwart water). Grijswatersystemen worden gescheiden van drinkwatersystemen aangelegd en worden veel toegepast in droge Westerse landen (bijvoorbeeld Australië) waar drinkwater schaars en dus duur is. Bij een hergebruik van grijs water is men in tegenstelling tot bij bijvoorbeeld het gebruik van hemelwater onafhankelijk van neerslaghoeveelheden in de tijd. Bij grijswatersystemen is er altijd sprake van hergebruik van water.

### Zwembaden
Zwemgelegenheden zijn in Nederland wettelijk verplicht per bezoeker 30 liter vers drinkwater aan de bassins toe te voegen. Zij moeten derhalve per bader eenzelfde hoeveelheid afvoeren en dat geschiedt vaak via een grijswatersysteem voor de schoonmaak, de douches, doorspoelen van toiletten en dergelijke.